# Honey (album Honoraty Skarbek)
Honey – debiutancki album studyjny Honoraty Skarbek, wydany 18 marca 2011 roku przez wydawnictwo muzyczne Universal Music Polska. Album zawiera 10 premierowych kompozycji, a pierwszym singlem promującym płytę został utwór "No One", do którego nakręcono teledysk. Dnia 25 listopada 2011 roku wydano reedycję płyty, wzbogaconą o dwa dodatkowe utwory. Album dotarł do 28 pozycji notowania OLiS i uzyskał status złotej płyty.

## Tło
W marcu 2010 roku na portalu muzyczno-społecznościowym znalazł ją jej obecny manager, który przesłał jej piosenkę nad którą zaczęli wspólnie pracować w studio w Poznaniu. W kwietniu 2010 roku spotkali się, aby ustalić szczegóły współpracy. Honey nagrała z nim cztery piosenki demo, które on przedstawił wytwórni Universal Music Polska. W grudniu tego samego roku zaczęli pracę nad albumem studyjnym. Na jednej z konwersacji z fanami odpowiedziała, że piosenki "No One", "Me Like" i "Hangover" ukażą się na albumie, którego premiera przewidziana jest na pierwszą połowę 2011 roku. 8 lutego 2011 roku Honey podpisała kontrakt z wytwórnią Universal Music Polska. Album ukazał się w wersji cyfrowej na portalu muzodajnia.pl 14 marca 2011 roku, natomiast w wersji CD 18 marca tego samego roku. 7 października 2011 roku Honey wypowiedziała się, że skończyła pisać teksty do nowych piosenek. Następnego dnia poinformowała, że skończyła pracę nad dwoma z nich. 14 października 2011 roku zakończyła pracę nad tymi kompozycjami, które zostaną dodane do reedycji płyty. 19 listopada wokalistka zaprezentowała okładkę reedycji oraz napisała na swoim blogu, że zostanie ona wydana 25 listopada 2011 roku oraz zostaną dodane do niej dwa nowe utwory "Wings Up", który Honey dedykuje wszystkim swoim fanom, oraz "Her Song" - piosenkę napisaną dla swojej mamy, a także polskojęzyczna wersją utworu "Sabotage" pt. "Sabotaż". Zgodnie ze słowami wokalistki premiera reedycji odbyła się 25 listopada 2011 roku.

## Kompozycje
Nad utworem "No One" Honey pracowała z amerykańskim producentem J.R. Rotemem oraz Tabbem, natomiast za ostateczne brzmienie utworu odpowiedzialny jest Chris Gehringer. Piosenka opowiada o uczuciu i emocjach między chłopakiem a dziewczyną oraz o skomplikowanych relacjach między nimi. Honey wypowiedziała się, że jeżeli chodzi o dogłębną interpretacje "to alegorią opisanej historii jest moja miłość do muzyki." Utwór "Runaway" "opowiada o ucieczce od przytłaczającej czasami rzeczywistości. Jest to ucieczka od wielkiego miasta, u mnie była to metafora Warszawy" do świata ciszy, spokoju i stadniny koni."Piosenka ["Sabotaż"/"Sabotage"] nawiązuje do czasu, kiedy, zanim jeszcze na dobre zaczęłam działać muzycznie, było wokół mnie mnóstwo ciotek i wujków-dobrych rad, którzy chcieli przejąć kontrolę nad moim życiem muzycznym, chcieli sami kreować ścieżkę, którą miałabym iść. Ja nigdy nie pozwoliłam sobie na to, by ludzie narzucali mi cokolwiek, zawsze chciałam uczyć się na własnych błędach. Ta piosenka jest skierowana do wszystkich tych, którzy próbowali wprowadzić sabotaż w moje życie, zmienić mnie i moje podejście do życia czy muzyki." Utwór ten jako ulubiona kompozycja Honey "powinna dodawać siły, otuchy i wiary we własne możliwości." "Piosenka "Her Song" opowiada o moim dorastaniu i rozpościeraniu skrzydeł, kiedy miałam bardzo odmienny tok myślenia niż moi rodzice, którzy wydawali mi się nadopiekuńczy. Pisałam ją w tym momencie, kiedy dzieliły mnie dosłownie dni od przeprowadzki do Warszawy, w której żyje w ciągłym biegu i ciężko jest mnie na chwilę zatrzymać. W piosence podkreślam jak ważna jest dla mnie moja mama i że wiem, że będzie ona na zawsze przy mnie i w moim sercu." Utwór "Wings Up" został opisany słowami: "Chciałam tą piosenką przekazać kilka wartości, dla ludzi którzy nie do końca w siebie wierzą, albo ulegają presji innych, która źle wpływa na nich samych. "Wings Up" jest o tym, aby podnieść swoje skrzydła do góry, nauczyć się latać, bo w każdym z nas kryje się coś wyjątkowego."

## Lista utworów
Sporządzono na podstawie materiału źródłowego.

### Standardowa
| Nr  | Tytuł           | Autorzy tekstów                                                                      | Producent     | Czas |
| --- | --------------- | ------------------------------------------------------------------------------------ | ------------- | ---- |
| 1.  | "No One"        | Florian Buba, Mimoza Blinsson                                                        | Tabb          | 4:04 |
| 2.  | "Hard Drive"    | N. Sukup, O. Nova, Bartosz Zielony, Honorata Skarbek                                 | Tabb          | 3:44 |
| 3.  | "Runaway"       | Alina Devecerski, Jonas Nilsson, Lukas "Nate" Nathanson,                             | Tabb          | 3:18 |
| 4.  | "Sabotage"      | S. McLaughlin, Alfred Tuohey                                                         | Tabb          | 3:49 |
| 5.  | "Me Like"       | Alina Devecerski, Bartosz Zielony, Christoffer Vikberg, Honorata Skarbek             | Tabb          | 3:11 |
| 6.  | "Carry On"      | Alice Gernandt, Alina Devecerski, Jonas Nilsson                                      | Jonas Nilsson | 3:34 |
| 7.  | "Blow Me Up"    | C. Mason, Alina Devecerski, Christoffer Vikberg                                      | Tabb          | 3:19 |
| 8.  | "Dry Your Eyes" | Alina Devecerski, David Åström, Jonas Petter Berggren                                | Tabb          | 3:51 |
| 9.  | "Come Closer"   | Bartosz Zielony, Honorata Skarbek, Mimoza Blinsson                                   | Tabb          | 3:37 |
| 10. | "Hangover"      | M. Park., Alice Gernandt, Alina Devecerski, Honorata Skarbek, Lukas "Nate" Nathanson | Tabb          | 3:46 |

### Reedycja
| Nr  | Tytuł           | Autorzy tekstów                                                                      | Producent     | Czas |
| --- | --------------- | ------------------------------------------------------------------------------------ | ------------- | ---- |
| 1.  | "Sabotaż"       | Alfred Tuohey, Honorata Skarbek, Wojciech Filipowski                                 | Tabb          | 3:49 |
| 2.  | "No One"        | Florian Buba, Mimoza Blinsson                                                        | Tabb          | 4:04 |
| 3.  | "Hard Drive"    | N. Sukup, O. Nova, Bartosz Zielony, Honorata Skarbek                                 | Tabb          | 3:44 |
| 4.  | "Runaway"       | Alina Devecerski, Jonas Nilsson, Lukas "Nate" Nathanson,                             | Tabb          | 3:18 |
| 5.  | "Me Like"       | Alina Devecerski, Bartosz Zielony, Christoffer Vikberg, Honorata Skarbek             | Tabb          | 3:11 |
| 6.  | "Carry On"      | Alice Gernandt, Alina Devecerski, Jonas Nilsson                                      | Jonas Nilsson | 3:34 |
| 7.  | "Blow Me Up"    | C. Mason, Alina Devecerski, Christoffer Vikberg                                      | Tabb          | 3:19 |
| 8.  | "Dry Your Eyes" | Alina Devecerski, David Åström, Jonas Petter Berggre                                 | Tabb          | 3:51 |
| 9.  | "Come Closer"   | Bartosz Zielony, Honorata Skarbek, Mimoza Blinsson                                   | Tabb          | 3:37 |
| 10. | "Hangover"      | M. Park., Alice Gernandt, Alina Devecerski, Honorata Skarbek, Lukas "Nate" Nathanson | Tabb          | 3:46 |
| 11. | "Sabotage"      | S. McLaughlin, Alfred Tuohey                                                         | Tabb          | 3:49 |
| 12. | "Wings Up"      | Bartosz Zielony, Honorata Skarbek                                                    | Tabb          | 3:44 |
| 13. | "Her Song"      | Bartosz Zielony, Honorata Skarbek                                                    | Tabb          | 4:20 |

## Promocja

### Single
- "No One" został wydany jako pierwszy singiel w radiu RMF MAXXX 20 stycznia 2011 roku[4]. Na jednej z konwersacji z fanami Honey poinformowała, że teledysk do utworu "No One" będzie miał swoją premierą między końcem stycznia a początkiem lutego na kanale VIVA Polska[14]. Ostatecznie jednak udostępniono go 21 lutego 2011 roku na YouTube[25].
- Utwór "Runaway" został wybrany na drugi singiel, a jego premiera odbyła się 19 maja w radiu RMF MAXXX[5]. Teledysk do utworu zadebiutował na kanale VIVA Polska 9 lipca 2011 roku[26], natomiast na YouTube na oficjalnym kanale VEVO artystki 15 lipca tego samego roku[27].
- 1 listopada 2011 roku Honey zapowiedziała, że trzecim singlem będzie utwór "Sabotage", który zostanie także nagrany w wersji polskiej[28]. Premiera piosenki odbyła się w radiu RMF FM 19 listopada 2011 roku[6], natomiast teledysku 11 stycznia 2012 roku na kanale VIVA Polska[29]. 19 stycznia 2012 roku na YouTube wokalistka udostępniła klip do polskiej wersji piosenki[30], natomiast do angielskiej 24 stycznia tego samego roku[31]. W teledysku wystąpił Rick Genest znany jako Zombie Boy[23]. Utwór stał się bardzo popularny dzięki czemu na You Tube odnotował ponad 2,5 miliona obejrzeń.

### Inne piosenki
- W połowie czerwca za pośrednictwem Twittera Honey zamieściła post, w którym napisała, że pisze scenariusz do "Hard Drive"[32]. Mimo że utwór miał zostać wydany jako czwarty singiel nigdy nie miał swojej premiery w radio, ani nie został nagrany do niego wideoklip. Skarbek wykonała tę piosenkę w wersji akustycznej w programie Polsatu Się kręci na żywo[33].
- Na początku sierpnia na Twitterze Honorata zamieściła post informujący o planowanym wydaniu klipu do "Wings Up", w którym będą mogli wystąpić fani Honey[34]. 23 września 2012 roku pojawił się na oficjalnym kanale na YouTube wideoklip który został zrobiony przy udziale fanów artystki[35]. Na blogu Honorata napisała, że "ten projekt oddziela mnie już grubą kreską od mojego muzycznego startu, czyli debiutanckiej płyty[36]." Mimo to tak jak w przypadku "Hard Drive" piosenki nie wydano w rozgłośniach radiowych.

### The Sabotage Tour
| Data                 | Miasto              | Państwo | Adnotacja                           |
| -------------------- | ------------------- | ------- | ----------------------------------- |
| Europa               |                     |         |                                     |
| 28 maja 2011         | Katowice            | Polska  | Eska Music Awards                   |
| 3 czerwca 2011       | Sopot               | Polska  | TOPtrendy                           |
| 4 czerwca 2011       | Sopot               | Polska  | TOPtrendy                           |
| 16 lipca 2011        | Warszawa            | Polska  | Klub Glam                           |
| 17 lipca 2011        | Inowrocław          | Polska  | Hity Na Czasie                      |
| 19 sierpnia 2011     | Warszawa            | Polska  | Klub Flow                           |
| 26 sierpnia 2011     | Płock               | Polska  | Wybory Miss Nastolatek 2011         |
| 28 sierpnia 2011     | Bydgoszcz           | Polska  | Hity Na Czasie                      |
| 19 sierpnia 2011     | Warszawa            | Polska  | Klub Flow                           |
| 29 października 2011 | Ostrów Wielkopolski | Polska  | Klub Protector                      |
| 26 listopada 2011    | Kamień Śląski       | Polska  | Klub Ferre                          |
| 27 listopada 2011    | Tomaszów Mazowiecki | Polska  | Radio FAMA                          |
| 27 listopada 2011    | Warszawa            | Polska  | Klub Flow                           |
| 31 grudnia 2011      | Bydgoszcz           | Polska  | Klub Fordon                         |
| 6 stycznia 2012      | Słupsk              | Polska  | Wielka Orkiestra Świątecznej Pomocy |
| 20 stycznia 2012     | Warszawa            | Polska  | Klub Glam                           |
| 11 lutego 2012       | Warszawa            | Polska  | Gimnazjum nr. 38                    |
| 17 marca 2012        | Grudziądz           | Polska  | Hala widowiskowo-sportowa           |
| 19 kwietnia 2012     | Szczecin            | Polska  | Klub Senso                          |
| 12 maja 2012         | Warszawa            | Polska  | Fantasy Park                        |
| 16 maja 2012         | Białystok           | Polska  | Galeria Alfa                        |
| 1 czerwca 2012       | Görlitz             | Niemcy  | —                                   |
| 2 czerwca 2012       | Police              | Polska  | Letnia scena ESKI                   |
| 3 czerwca 2012       | Milejów             | Polska  | —                                   |
| 8 czerwca 2012       | Warszawa            | Polska  | Euro 2012                           |
| 9 czerwca 2012       | Szczecin            | Polska  | Letnia scena ESKI                   |
| 15 czerwca 2012      | Szczecinek          | Polska  | Klub Sint Ji                        |
| 23 czerwca 2012      | Złota Góra          | Polska  | Impreza plenerowa                   |
| 14 lipca 2012        | Bytów               | Polska  | Impreza plenerowa                   |
| 21 lipca 2012        | Truskolasy          | Polska  | Klub Viva                           |
| 3 sierpnia 2012      | Sopot               | Polska  | Moda&Styl                           |
| 25 sierpnia 2012     | Sopot               | Polska  | Sopot Festival                      |
| 26 sierpnia 2012     | Uniejów             | Polska  | Lato Radia ZET i Dwójki             |
| 15 września 2012     | Lubin               | Polska  | Galeria Handlowa Cuprum             |
| 24 listopada 2012    | Płock               | Polska  | —                                   |
| 16 grudnia 2012      | Warszawa            | Polska  | Diamond's Night                     |
| 31 grudnia 2012      | Warszawa            | Polska  | KlubGlam                            |
| 31 grudnia 2012      | Warszawa            | Polska  | Sylwestrowa Moc Przebojów           |
| 13 stycznia 2013     | Opoczno             | Polska  | —                                   |
| 13 stycznia 2013     | Tomaszów Mazowiecki | Polska  | —                                   |
| 27 stycznia 2013     | Warszawa            | Polska  | Empik Blue City                     |

## Personel
- A&R – Jakub Kaczmarek
- Producent wykonawczy – Honorata Skarbek, Jakub Kaczmarek
- Mastering – Chris Gehringer (piosenka 1), Tabb (piosenki od 2 do 10)
- Miksowanie – Tabb
- Fotografia – Iza Grzybowska/Makata
- Producent muzyczny – Jonas Nilsson), Tabb (piosenki od 1 do 5, od 7 do 10)

Źródło: discogs.com

## Notowania
| Lista (2011)  | Najwyższa pozycja |
| ------------- | ----------------- |
| Polska (OLiS) | 28                |